# Ocotea foetens
Ocotea foetens là một cây gỗ cao tới 40 m thuộc họ Lauraceae. Đây là một thành tố phổ biến của rừng nguyệt quế của các quần đảo của Macaronesia: Madeira và Açores (Bồ Đào Nha), và Canaria (Tây Ban Nha). Trong tiếng Anh nó thường được gọi là "Til", "Tilo" hoặc "Stinkwood" (các tên gọi này là khác nhau, tuỳ theo địa phương sống của chúng).
Chúng hiện đang bị đe dọa vì mất môi trường sống.

## Hình ảnh

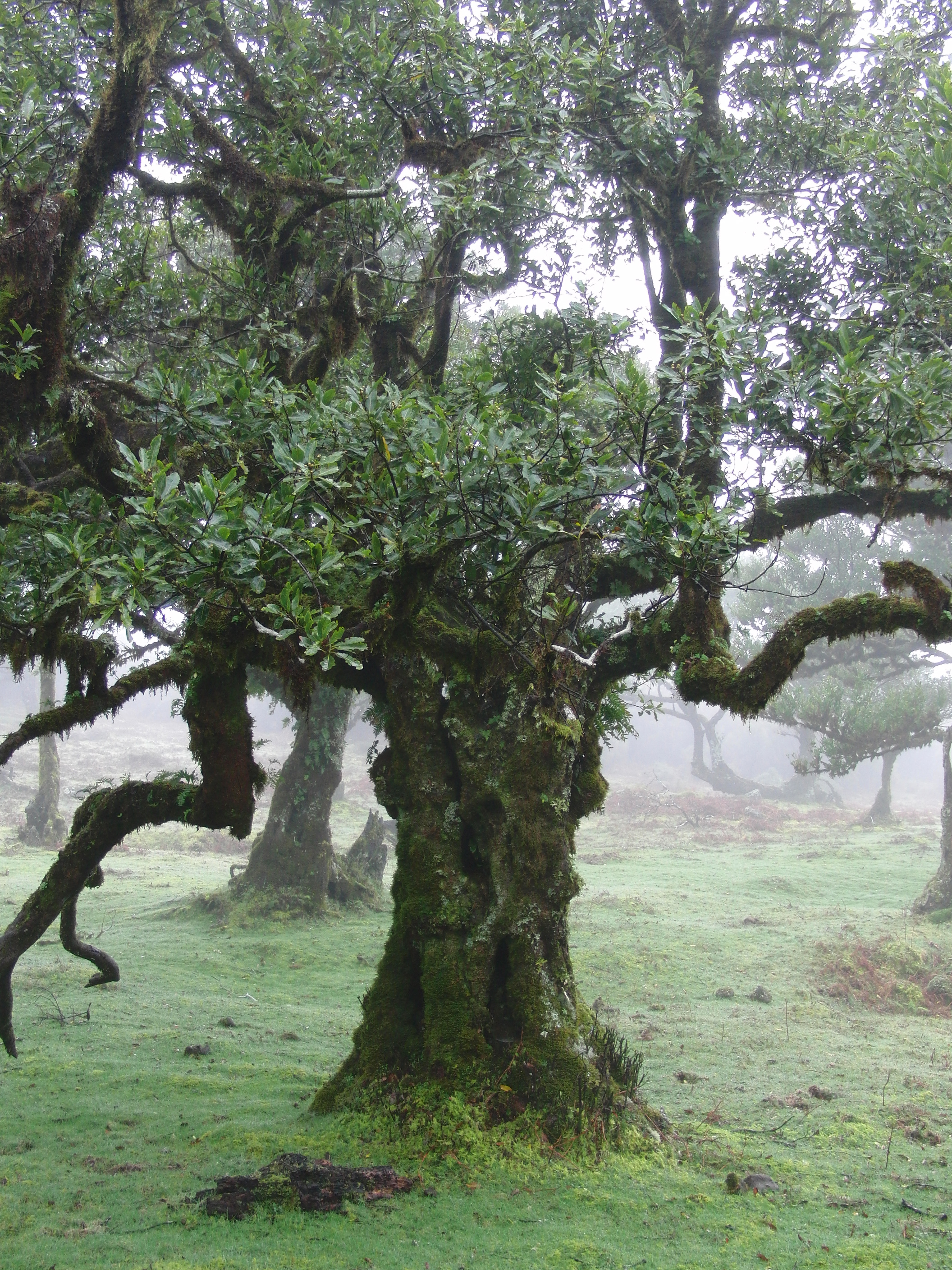
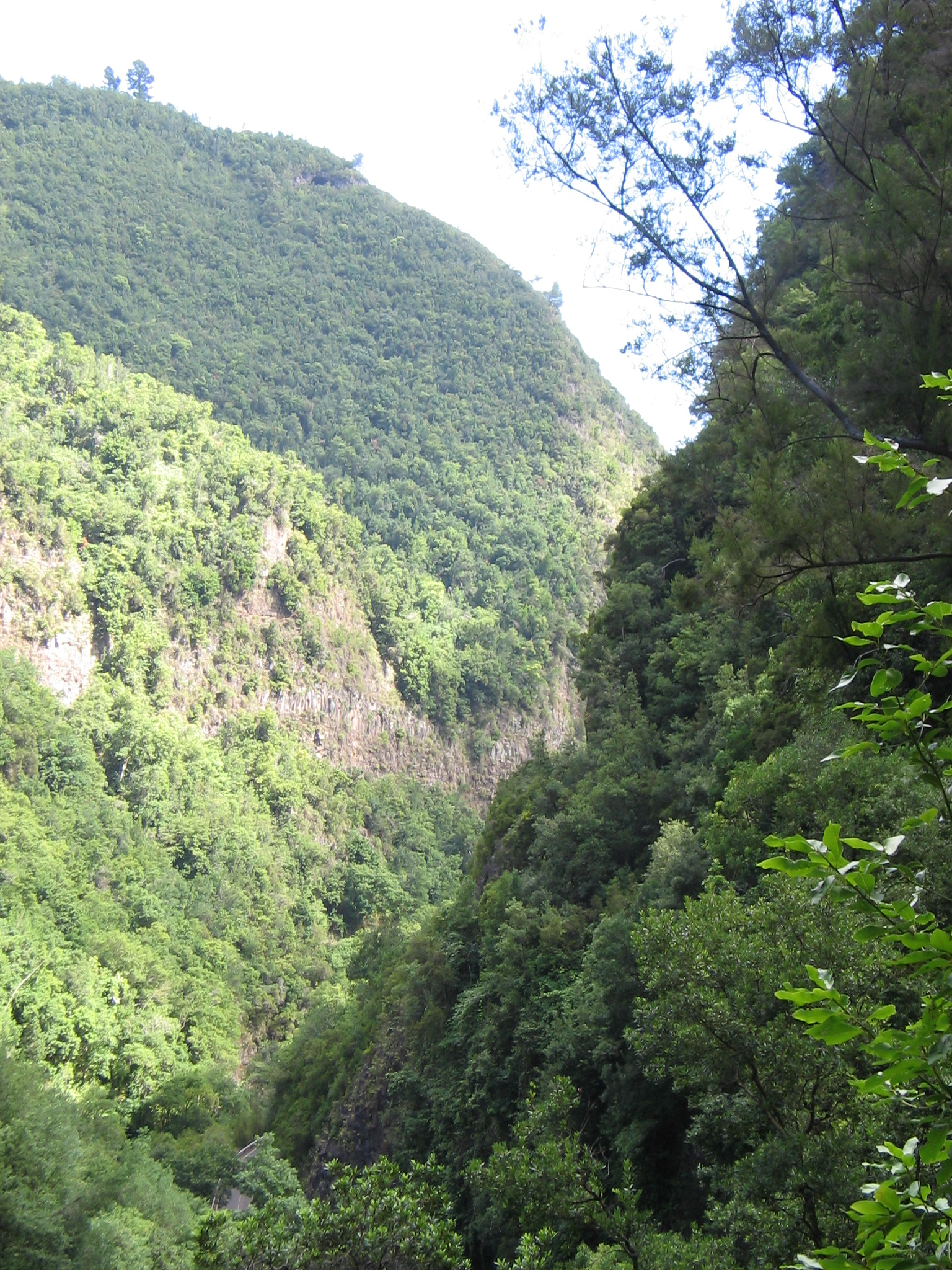
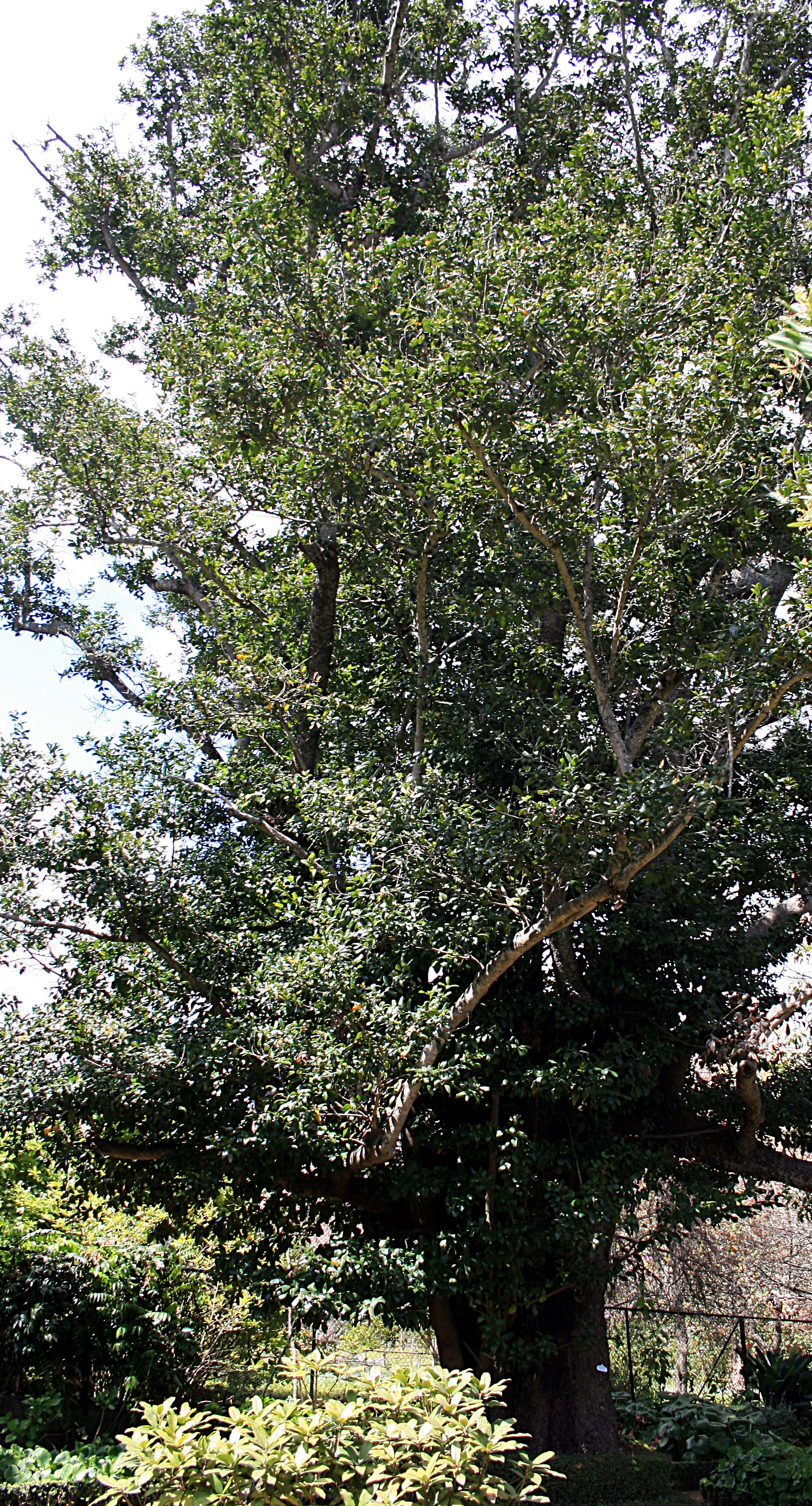
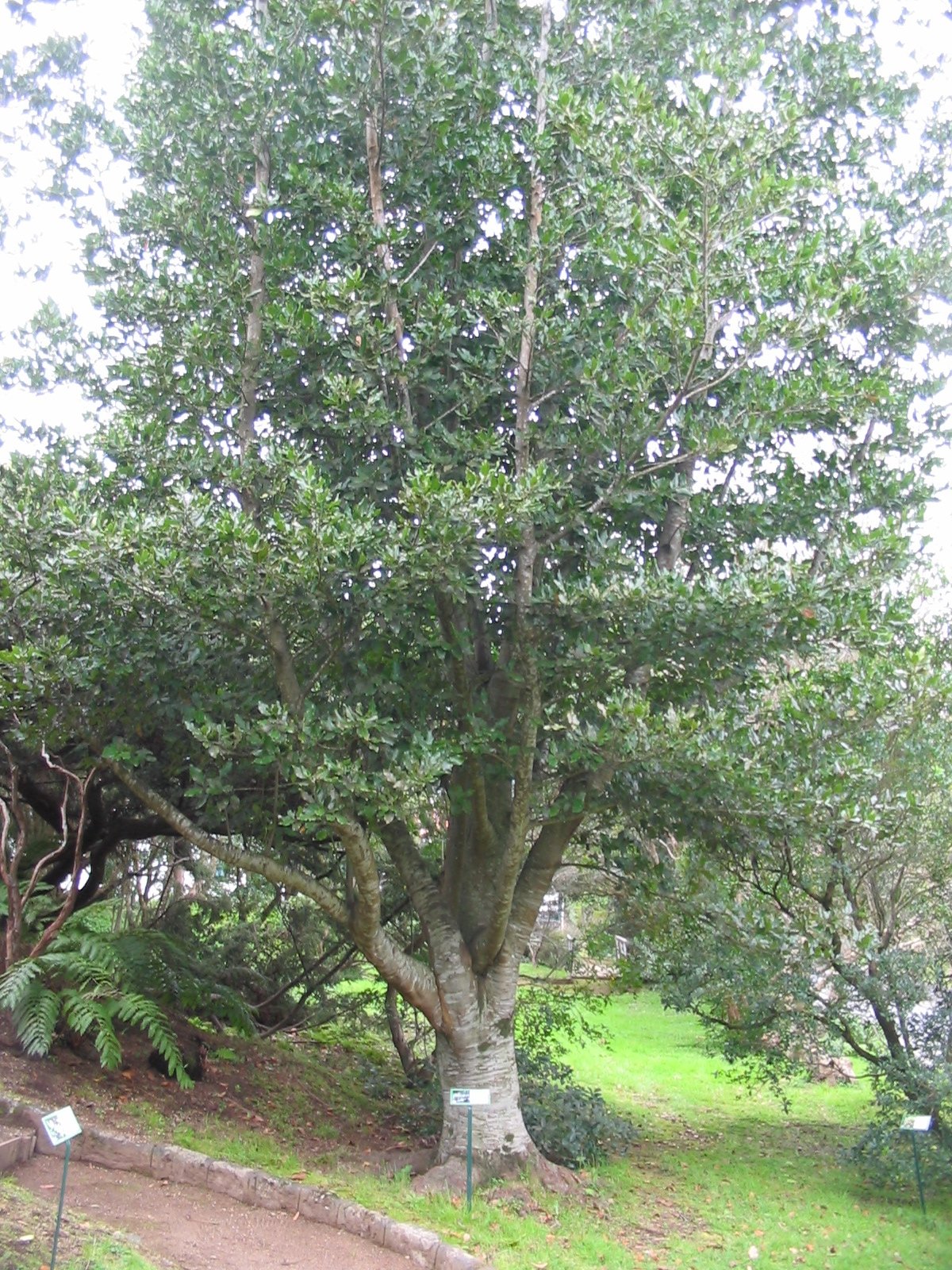